# Himachal Pradesh
Himachal Pradesh ([hɪmaːtʃəl prəd̪eːʃ]ⓘ hindi: हिमाचल प्रदेश «Tierra de las nieves») es un estado de la República de la India. Su capital oficial es Shimla y Dharamsala como capital de invierno.
Está ubicado al norte del país, limitando al norte con Jammu y Cachemira, al noreste con China, al este con Uttarakhand, y al sur con Haryana y Punyab. Con 6 864 602 habitantes en 2011 es el noveno estado menos poblado —por delante de Tripura, Megalaya, Manipur, Nagaland, Goa, Arunachal Pradesh, Mizoram y Sikkim, el menos poblado— y con 123 hab/km² es el séptimo menos densamente poblado —por delante de Manipur, Nagaland, Sikkim, Jammu y Cachemira, Mizoram y Arunachal Pradesh, el menos densamente poblado—.
Aparte de la capital, otras ciudades importantes del estado son: Kangra, Mandi, Kullu, Chamba, Dalhousie y Manali.
Gran parte del estado es de relieve montañoso, con los Himalayas en el norte y el este. 
El río Ghaggar se origina en este estado. Los principales ríos de Himachal Pradesh son el Sutlej y el Beas.
Los principales idiomas hablados en la zona son el kangri, pahari, panyabí, hindi y mandiali. Hinduismo, budismo y sijismo son las religiones principales. Dharamsala, en la zona oeste del estado, es el lugar en el que reside en la actualidad el dalái lama así como numerosos refugiados tibetanos.
Posee algunos valles famosos: Lahaul, Spiti, Pangi y Pin.

## Historia moderna
Después de la independencia de la India en 1947, treinta estados principescos se unieron en Himachal Pradesh el 15 de abril de 1948, que fue reconocido como estado el 26 de enero de 1950. 
El 1 de julio de 1954 se le unió Bilaspur y el 1 de noviembre de 1956 se convirtió en territorio de la Unión. El 1 de noviembre de 1966 se le unieron territorios de Panyab. El 18 de diciembre de 1970 se aprobó la ley, que entró en vigor el 25 de enero de 1971, que lo convertía en estado con capital en Shimla.
La asamblea legislativa del estado ha estado dominada por los partidos tradicionales. En las elecciones del año 2003 ganó el Partido del Congreso.

## División administrativa
El estado de Himachal Pradesh está organizado en 12 distritos.
|         |         |                            |        |             |           |        |          |  |  |
|         |         |                            |        |             |           |        |          |  |  |
| Ranking | Ranking |                            |        | Sede        | Población | Área   | Densidad |  |  |
| Pob.    | Área    | Distrito                   | Código | (capital)   | (2011)    | km²    | hab./km² |  |  |
| HP-10   | HP-11   | Distrito de Bilaspur       | HP-BI  | Bilaspur    | 382 056   | 1167   | 327      |  |  |
| HP-07   | HP-02   | Distrito de Chamba         | HP-CH  | Chamba      | 518 844   | 6528   | 80       |  |  |
| HP-08   | HP-12   | Distrito de Hamirpur       | HP-HA  | Hamirpur    | 454 293   | 1118   | 406      |  |  |
| HP-01   | HP-04   | Distrito de Kangra         | HP-KA  | Dharamsala  | 1 507 223 | 5739   | 263      |  |  |
| HP-11   | HP-03   | Distrito de Kinnaur        | HP-KI  | Reckong Peo | 84 298    | 6401   | 13       |  |  |
| HP-09   | HP-05   | Distrito de Kullu          | HP-KU  | Kullu       | 437 474   | 5503   | 79       |  |  |
| HP-12   | HP-01   | Distrito de Lahaul y Spiti | HP-LS  | Keylong     | 31 528    | 13 835 | 2        |  |  |
| HP-02   | HP-07   | Distrito de Mandi          | HP-MA  | Mandi       | 999 518   | 3950   | 253      |  |  |
| HP-03   | HP-06   | Distrito de Shimla         | HP-SH  | Shimla      | 813 384   | 5131   | 159      |  |  |
| HP-05   | HP-08   | Distrito de Sirmaur        | HP-SI  | Nahan       | 530,164   | 2825   | 188      |  |  |
| HP-04   | HP-09   | Distrito de Solan          | HP-SO  | Solan       | 576,670   | 1936   | 298      |  |  |
| HP-06   | HP-10   | Distrito de Una            | HP-UN  | Una         | 521 057   | 1540   | 328      |  |  |

## Personajes famosos
- The Great Khali